# Last Concert in Japan
Last Concert in Japan è un album live dei Deep Purple, pubblicato nel 1977.
L'album fu registrato al Budokan di Tokyo il 15 dicembre 1975. Successivamente, nel 2001 sarà pubblicata una versione ampliata del concerto col titolo di This Time Around: Live in Tokyo.

## Lista tracce
1. Burn - 7:05 - (David Coverdale, Ritchie Blackmore, Jon Lord, Ian Paice)
2. Love Child - 4:46 - (Coverdale, Tommy Bolin)
3. You keep on moving - 6:16 - (Coverdale, Glenn Hughes)
4. Wild dogs - 6:06 - (Bolin, John Tesar)
5. Lady Luck - 3:11 - (Coverdale, Roger Cook)
6. Smoke on the water - 6:24 - (Ian Gillan, Blackmore, Roger Glover, Lord, Paice)
7. Soldier of Fortune - 2:22 - (Coverdale, Blackmore)
8. Woman from Tokyo - 4:01 - (Gillan, Blackmore, Glover, Lord, Paice)
9. Highway Star - 6:50 - (Gillan, Blackmore, Glover, Lord, Paice)

## Formazione
- Tommy Bolin - chitarra elettrica
- David Coverdale - voce
- Glenn Hughes - basso elettrico, voce
- Jon Lord - tastiere
- Ian Paice - batteria